# 桑德森 (德克薩斯州)
桑德森（英語：Sanderson）是一個位於美國德克薩斯州特勒爾縣的城市。根據2010年美國人口普查，該地共人口837人，而該地的面積約為10.80平方千米。同時該地也是特勒爾縣的縣治。

## 地理
桑德森的座標為30°08′33″N 102°23′39″W / 30.14250°N 102.39417°W，而該地的平均海拔高度為850米（即2789英尺）。